# Modisimus dilutus
Modisimus dilutus är en spindelart som beskrevs av Willis J. Gertsch 1941. Modisimus dilutus ingår i släktet Modisimus och familjen dallerspindlar.
Artens utbredningsområde är Panama. Inga underarter finns listade i Catalogue of Life.